# دينيس إيفرز
دينيس إيفرز (11 أغسطس 1913 - 29 أغسطس 2007) (بالإنجليزية: Denis Evers)‏ هو لاعب كريكت بريطاني (وحمل سابقاً جنسية المملكة المتحدة لبريطانيا العظمى وأيرلندا).

## وصلات خارجية
- دينيس إيفرز على موقع إي آس بي آن كريك إنفو (الإنجليزية)